# Lestidiops extrema
Lestidiops extrema är en fiskart som först beskrevs av Ege, 1953.  Lestidiops extrema ingår i släktet Lestidiops och familjen laxtobisfiskar. Inga underarter finns listade i Catalogue of Life.